# صوبه دار

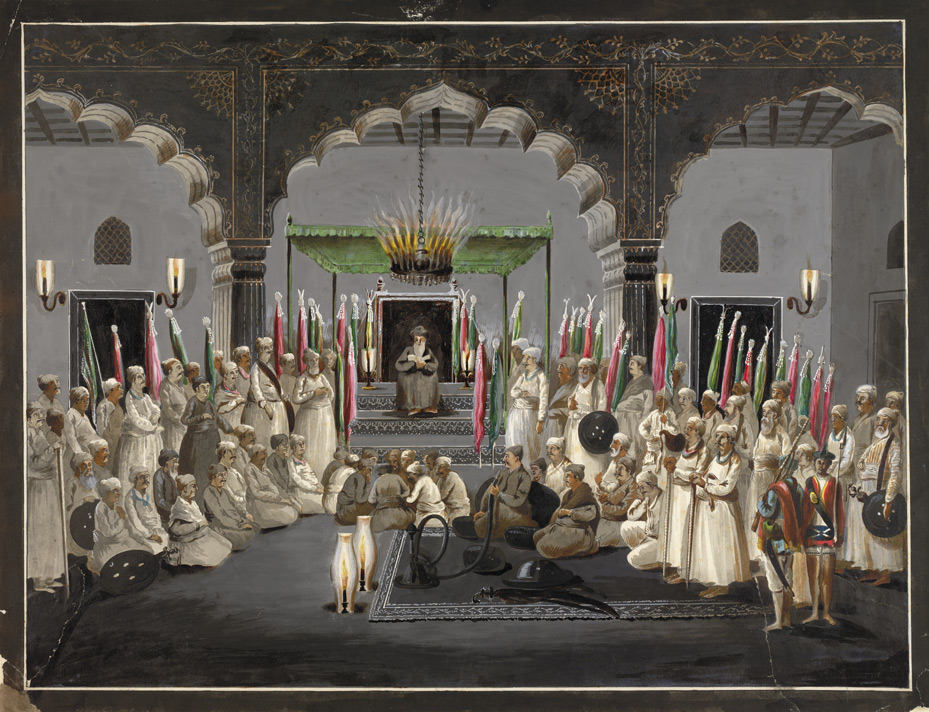
شملت الرتب المغولية نواب، منصبدار، غالبًا ما كان يُمنح الأمراء المغول ألقاب مير وميرزا

صوبه دار، يُعرف أيضًا باسم ناظم، كانت إحدى تسميات حاكم الصَوْبَة ضمن النظام الإداري للممالك الإسلامية في شبه القارة الهندية، في عصر إمبراطورية مغول الهند كانت تسمية حاكم الصوبة تتناوب بين الاسمين صوبة دار وناظم. كلمة صوبه دار من أصل فارسي. كان صوبه دار رئيس المقاطعة المغولية، وعادة من يتولى هذا المنصب يكون من أمراء المغول أو الضباط الذين يحملون رتبة منصبدار.